# Клавдије, Астерије и Неон
Клавдије, Астерије и Неон (страдали 303. године) су свети мученици из Киликије. 
Православна црква их прославља 11. новембра.
Клавдије, Астерије и Неон, три рођена брата и сестра Неонила пострадали су током прогона хришћана од стране цара Диоклецијана и хегемона Лисија. Након смрти њиховог оца, њихова маћеха незнабошкиња, да би се дочепала њиховог огромног имања, оптужила их је хегемону Лисију да су хришћани. Изведени су на суд пред Лисија, где су неустрашиво исповедили веру у Исуса Христа. Због тога су сви предати на мучење. Три брата су након мучења изведени ван града и на крсту распети, Неонила је главачке обешена и љуто бијена; затим је распрострта и на четири стране растеггнута. На груди и стомак стављали су јој живо угљевље све док није издахнула. Њено тело мучитељи су након тога бацили у море. Заједно са њима, погубљени су Домнина, која је претучена на смрт, и Теонила, која је претучена, а затим жива спаљена.